# Ionel Budușan
Ionel Budușan, (ur. 24 października 1954 w Mociu) – rumuński pięściarz, uczestnik igrzysk olimpijskich w 1980 w Moskwie, medalista mistrzostw Europy.
Na mistrzostwach Europy w 1979 w Kolonii zdobył brązowy medal w wadze półśredniej (do 67 kg), po porażce w półfinale ze Sretenem Mirkoviciem z Jugosławii.
Wystąpił na igrzyskach olimpijskich w 1980 w Moskwie, w wadzie półśredniej. W tych zawodach wygrał dwa razy z Patrickiem Davittem reprezentującym Irlandię oraz Kalevi Marjamaa z Finlandii. W ćwierćfinale przegrał przed czasem z reprezentantem Polski, Kazimierzem Szczerbą.
Budușan był mistrzem Rumunii w 1978 i 1979 w wadze półśredniej.